# Sparkasse Donnersberg
Die Sparkasse Donnersberg ist eine rheinland-pfälzische Sparkasse mit Sitz in Rockenhausen. Sie ist eine Anstalt des öffentlichen Rechts und entstand 1994 aus der Fusion der Kreissparkassen Kirchheimbolanden und Rockenhausen.

## Organisationsstruktur
Das Geschäftsgebiet der Sparkasse Donnersberg umfasst den Donnersbergkreis, welcher auch Träger der Sparkasse ist. Rechtsgrundlagen sind das Sparkassengesetz für Rheinland-Pfalz und die Satzung der Sparkasse. Organe der Sparkasse sind der Verwaltungsrat und der Vorstand.
Die Sparkasse Donnersberg ist Mitglied des Sparkassenverbandes Rheinland-Pfalz und über diesen auch im Deutschen Sparkassen- und Giroverband.

## Geschäftszahlen
Die Sparkasse Donnersberg wies im Geschäftsjahr 2023 eine Bilanzsumme von 1,53 Mrd. Euro aus und verfügte über Kundeneinlagen von 1,034 Mrd. Euro. Gemäß der Sparkassenrangliste 2023 liegt sie nach Bilanzsumme auf Rang 280. Sie unterhält 9 Filialen/Selbstbedienungsstandorte und beschäftigt 225 Mitarbeiter.

## Sparkassen-Finanzgruppe
Die Sparkasse Donnersberg ist Teil der Sparkassen-Finanzgruppe und gehört damit auch ihrem Haftungsverbund an. Er sichert den Bestand der Institute und sorgt dafür, dass sie auch im Fall der Insolvenz einzelner Sparkassen alle Verbindlichkeiten erfüllen können. Die Sparkasse vermittelt Bausparverträge der regionalen Landesbausparkasse, offene Investmentfonds der Deka und Versicherungen der Provinzial Rheinland. Im Bereich des Leasing arbeitet die Sparkasse Donnersberg mit der  Deutschen Leasing zusammen. Die Funktion der Sparkassenzentralbank nimmt die Landesbank Baden-Württemberg wahr.